# Вале Сан Мартино (Перуђа)
Вале Сан Мартино је насеље у Италији у округу Перуђа, региону Умбрија.
Према процени из 2011. у насељу је живело 50 становника. Насеље се налази на надморској висини од 502 м.